# Gidran

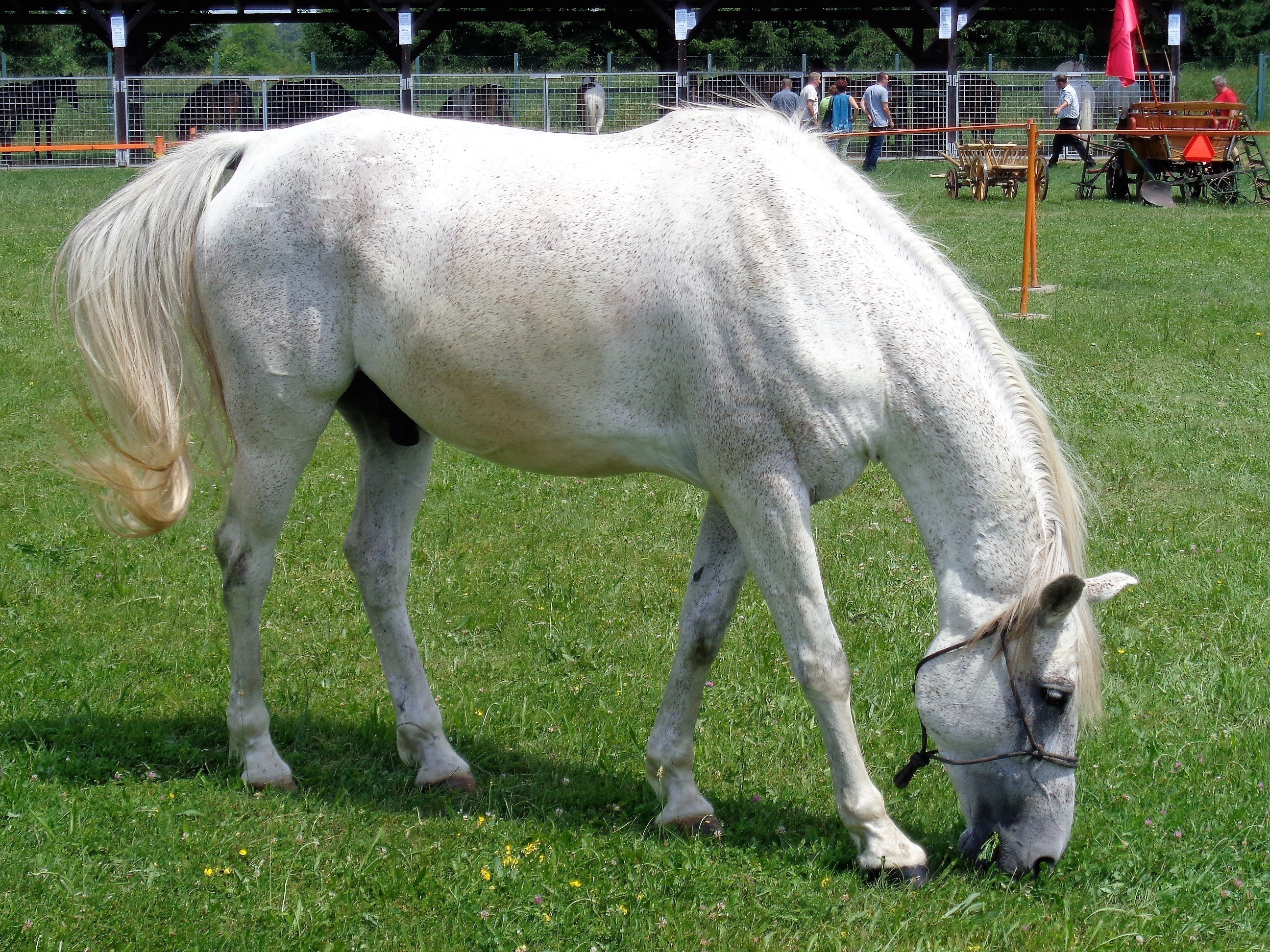
Gidran bei einer Pferdeausstellung in Kroatien

Der Gidran ist eine aus Ungarn stammende Pferderasse. Sie wurde durch den Hengst Gidran im ungarischen Gestüt Mezőhegyes begründet.
Hintergrundinformationen zur Pferdebewertung und -zucht finden sich unter: Exterieur, Interieur und Pferdezucht.

## Exterieur
Anglo-arabischer Typ; ausdrucksvoller Kopf, konkaves Profil, große, glänzende Augen, feine, spitze Ohren; mittellanger, gut geformter Hals, markanter Widerrist, lange schräge Schulter, breite Brust, kräftiger, langer Rücken, lange, kräftige, leicht abfallende Kruppe, hoher Schweifansatz; korrekte, klare Beine, gut markierte Sehnen und Gelenke, etwas kurze Fessel, harte Hufe, Stockmaß ca. 155 bis 168 cm.

## Interieur
Der Gidran ist sehr intelligentes, temperamentvolles Pferd, der von seinem Reiter viel Geduld, Intelligenz und Respekt verlangt.
Mit viel Gefühl und Können kann man mit Gidran Maximalleistungen erzielen – durch eine grobe Reitweise kommt man beim Gidran nicht weit.
Auch ein Grund warum er heute „unmodern“ geworden ist.

## Pferdezucht
Der Gidran war auch in Rumänien und Bulgarien verbreitet. Heute soll diese Rasse nur noch in einer Population von etwa 200 Pferden weltweit verbreitet sein. Früher wurde der Gidran von den Husaren und der Polizei eingesetzt, heute als Reit- und Kutschpferd.
Der Gidran war auch in Kärnten, dem südlichsten Bundesland Österreichs, bis zum Ende des Zweiten Weltkriegs als Grafensteiner ein Begriff. Rund um die Ortschaft von Grafenstein, östlich der Landeshauptstadt Klagenfurt, wurde noch zu Monarchiezeiten eine Zuchtpopulation bei den ansässigen Bauern angesiedelt, womit Remonten für die Wiener Polizei geliefert wurden. Angeblich soll die englische Besatzungsmacht nach dem Ende des Zweiten Weltkriegs die letzten Stuten und Zuchtpferde nach England verbracht haben.
In Ungarn befindet sich südl. des Balatons, zwischen den Orten Köröshegy und Kereki, ein Gestüt, in welchem bis z. Z. (2010) noch Gidran gezüchtet werden.